# Вольфсбург
Вольфсбург (нем. Wolfsburg [ˈvɔlfsbʊʁk], н.-нем. Wulfsborg) — окружной город в Германии, в земле Нижняя Саксония. Вместе с городами Брауншвейг и Зальцгиттер образует один из девяти центров высокого уровня земли Нижняя Саксония. Кроме того, город является частью городской агломерации Ганновер-Брауншвейг-Гёттинген-Вольфсбург. Один из центров немецкого автомобилестроения, где находится штаб-квартира концерна «Фольксваген». 

## История
Один из немногих городов, которые были основаны в Германии в первой половине XX века. Со времени основания 1 июля 1938 года и до 25 мая 1945 года Вольфсбург назывался Штадт дес КдФ-Вагенс бай Фаллерслебен и предназначался в качестве места жительства для сотрудников завода «Фольксваген», которые должны были производить модель «Жук».
Город стал университетским после открытия в 1988 году Университета прикладных наук Брауншвейг/Вольфенбюттель. Сегодня его называют Университетом прикладных наук Остфалии.

## Население
Вольфсбург занимает шестое место в земле Нижняя Саксония по численности населения (после Ганновера, Брауншвейга, Оснабрюка, Ольденбурга и Гёттингена). Численность населения превысила в 1972 году 100 000 человек, благодаря чему Вольфсбург вошёл в число крупных городов Германии.
| Год  | Население |
| ---- | --------- |
| 1990 | 126 708   |
| 1995 | 126 965   |
| 2000 | 121 954   |
| 2005 | 122 148   |
| 2010 | 121 109   |
| 2012 | 123 144   |

## География
Вольфсбург находится к югу от старого русла реки Аллер на Среднегерманском канале. Территория города простирается на юг до возвышенной равнины Восточнобрауншвейгской низменности, на севере — до Форсфельдер-Вердер, на западе — до болотистой местности Барнбрух, а на востоке — до национального парка Дрёмлинг.
Ближайшими крупными городами являются Брауншвейг в 26 километрах на юго-запад, Магдебург в 64 километрах на юго-восток и Ганновер в 74 километрах на запад.

## Экономика
В городе расположен центральный завод Volkswagen

## Достопримечательности
- Замок Вольфсбург
- Автомузей Volkswagen
- Музей Autostadt
- Phæno — научный центр и музей
- Культурный центр Алвара Аалто[нем.] – здание, построенное в 1962 году по проекту финского архитектора Алвара Аалто
- Среднегерманский канал
- Замок Нойхаус[нем.] – хорошо сохранившийся укреплённый замок, известный с XIV века

## Галерея

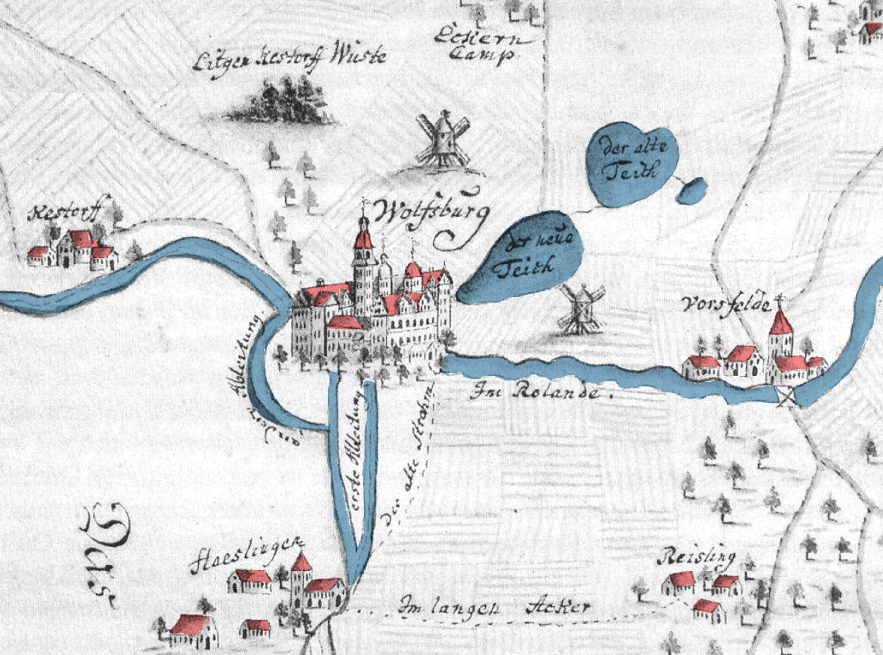
Карта окрестностей Вольфсбургского замка около 16 века
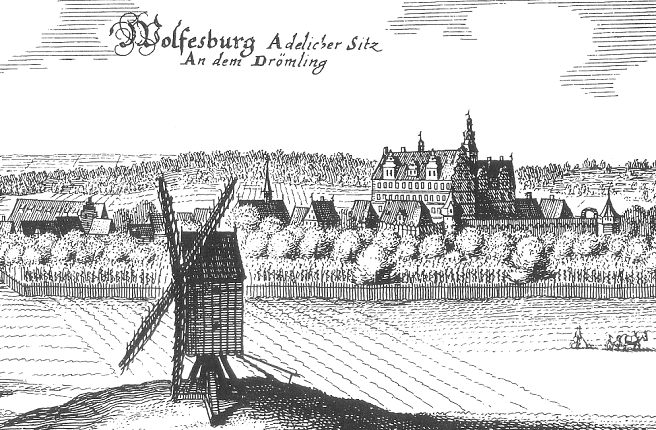
Гравюра области вокруг Вольфсбургского замка около 1654 года
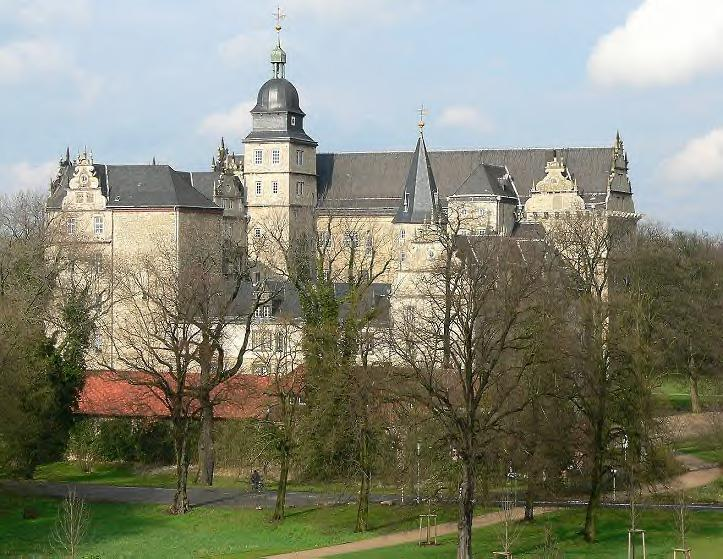
Замок Вольфсбург (юго-западная сторона)
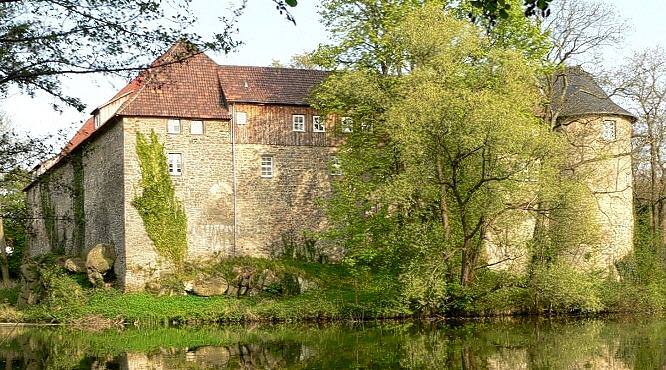
Замок Нойхаус
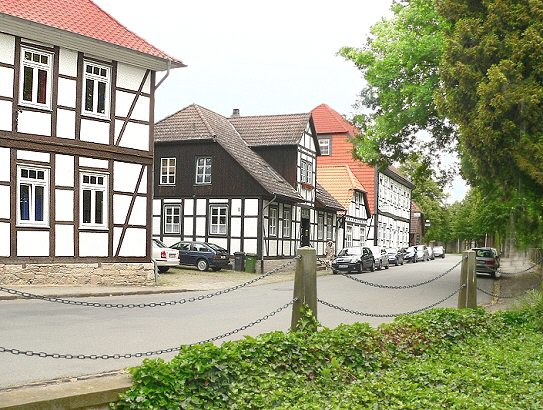
Замковая улица в старом Вольфсбурге возле замка Вольфсбург
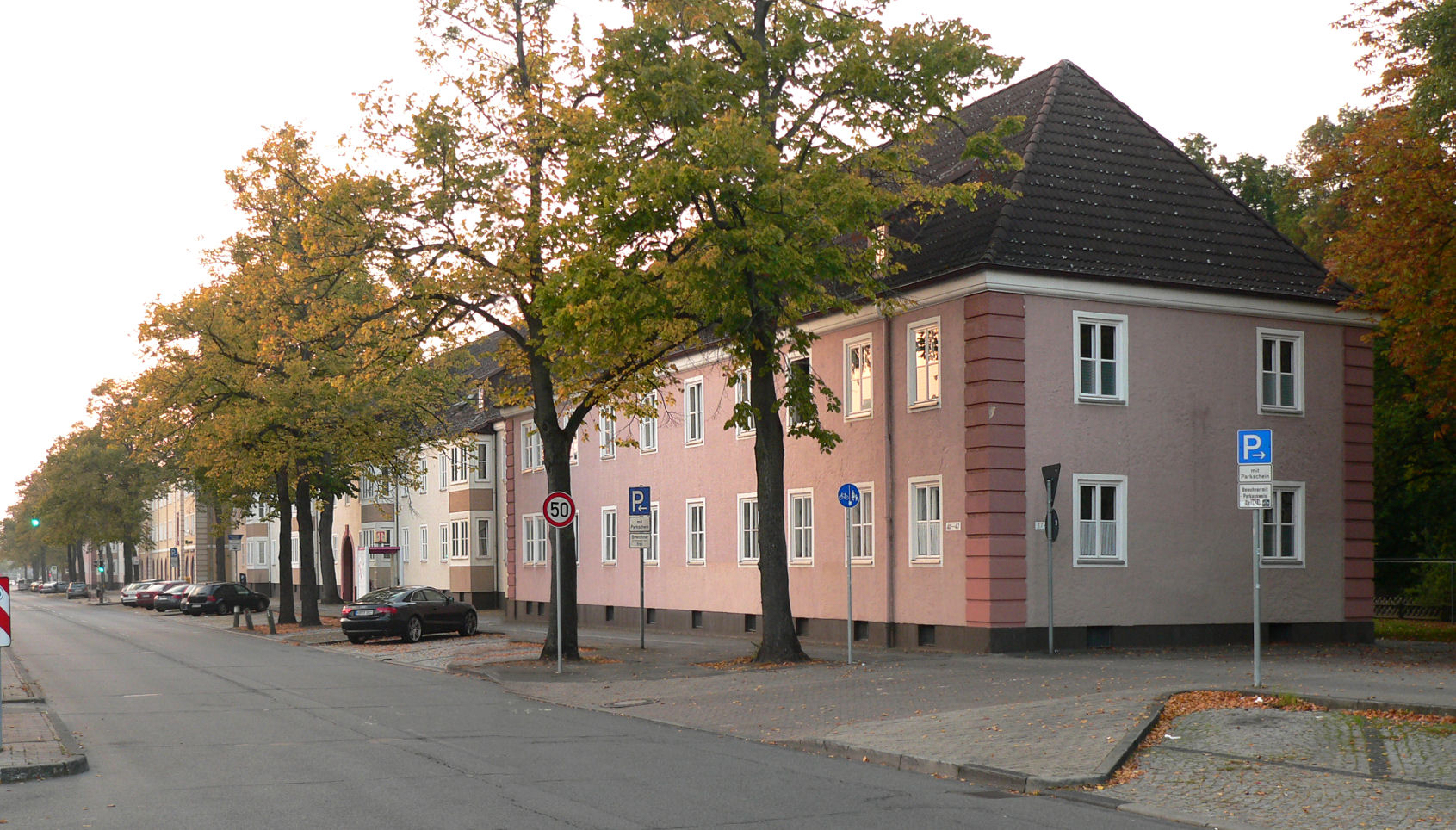
Двухэтажные многоквартирные дома первой стадии строительства на Гётештрассе
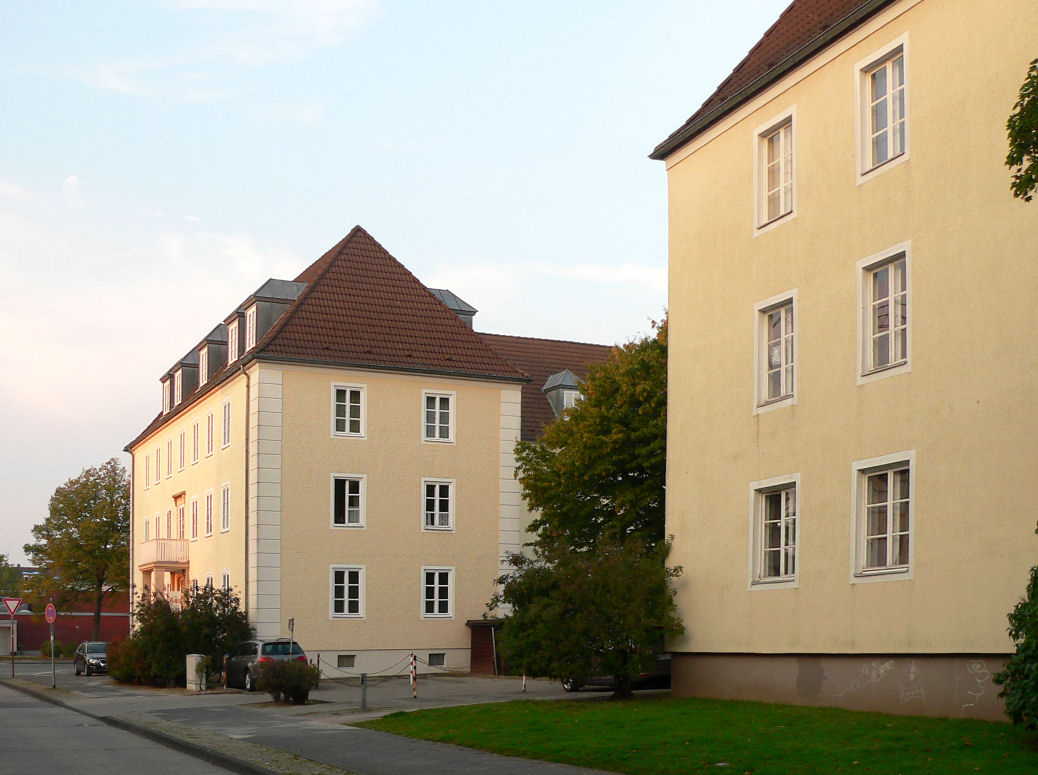
Трехэтажные жилые здания в центре города
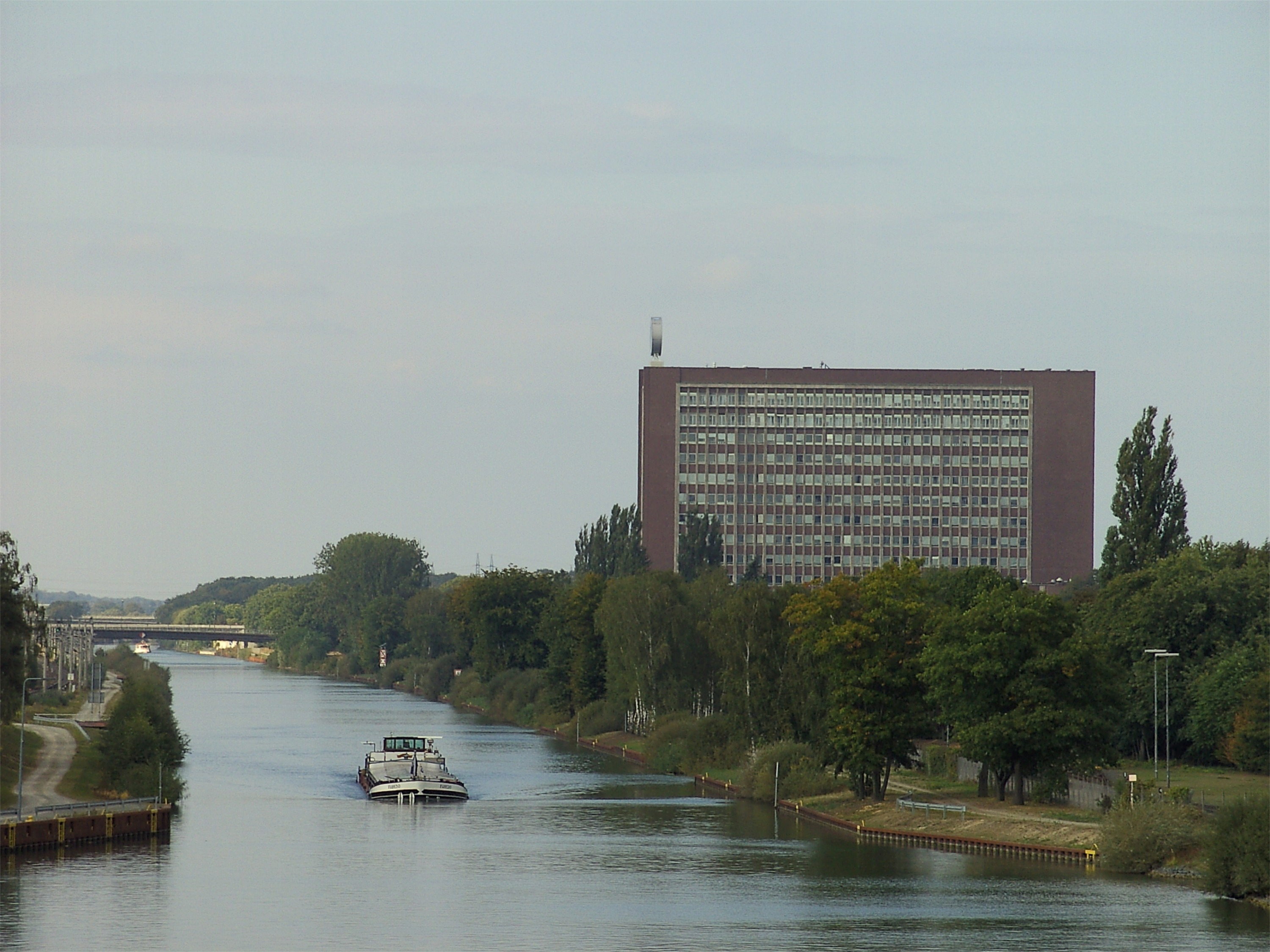
Среднегерманский канал около завода «Фольксваген»

## Спорт
В городе базируются футбольный клуб «Вольфсбург» и хоккейный клуб «Гриззлис Вольфсбург».
В Вольфсбурге находится футбольный стадион «Фольксваген-Арена».

## Города-побратимы
Список городов-побратимов расположен в Вольфсбурге со стороны въезда в город с автомагистралей.
- Лутон (Великобритания)
- Хальберштадт (Германия)
- Чанчунь (Китай)
- Тольятти (Россия)
- Бельско-Бяла (Польша)
- Мариньян (Франция, с 1963)